# Дънди Сити
Дънди Сити (на английски: Dundee City, на шотландски Mòr-bhaile Dhùn Dèagh) е най-малката от 32-те области в Шотландия. Тя включва в себе си град Дънди и прилежащата му територия. Граничи с областите Пърт анд Кинрос и Ангъс.